# 石渠議奏
石渠議奏是中國西漢的漢宣帝于甘露三年（前51年）在石渠閣召集的讲论五经同異的學術會議石渠阁会议的奏疏辑成之總稱。据《漢書·卷三十·藝文志第十》載，所辑議奏共有一百六十五篇，今皆佚。唐朝杜佑《通典》中保存了其中若干片断。

## 石渠閣論書
《漢書·卷八·宣帝紀第八》載，漢宣帝于甘露三年“詔諸儒講五經同異，太子太傅蕭望之等平奏其議，上親稱制臨決焉。迺立梁丘易、大小夏侯尚書、穀梁春秋博士。”
《漢書·卷八十八·儒林傳第五十八》載，漢宣帝“迺召五經名儒太子太傅蕭望之等大議殿中，平公羊、穀梁同異，各以經處是非。時公羊博士嚴彭祖、侍郎申輓、伊推、宋顯，穀梁議郎尹更始、待詔劉向、周慶、丁姓竝論。公羊家多不見從，願請內侍郎許廣，使者亦竝內穀梁家中郎王亥，各五人，議三十餘事。望之等十一人各以經誼對，多從穀梁。由是穀梁之學大盛。慶、姓皆為博士。”

## 議奏篇數
《漢書·卷三十·藝文志第十》列有尚書《議奏》四十二篇，注曰：“宣帝時石渠論。韋昭曰：‘閣名也，於此論書。’”禮《議奏》三十八篇，注曰：“石渠。”春秋《議奏》三十九篇，注曰：“石渠論。”論語《議奏》十八篇，注曰：“石渠論。”《五經雜議》十八篇，注曰：“石渠論。”合計一百六十五篇。